# Pape Diakhaté
Pape Malick Diakhaté (Dakar, 21 giugno 1984) è un allenatore di calcio ed ex calciatore senegalese, di ruolo difensore, tecnico dello Strasburgo Koenigshoffen.

## Palmarès

### Club

#### Competizioni nazionali
- Campionato francese di seconda divisione: 2

Nancy: 2004-2005, 2015-2016
- Coppa di Lega francese: 1

Nancy: 2005-2006
- Coppa d'Ucraina: 1

Dinamo Kiev: 2006-2007
- Supercoppa d'Ucraina: 3

Dinamo Kiev: 2007, 2009, 2011
- Campionato ucraino: 1

Dinamo Kiev: 2008-2009